# ستش (ناحیه وستی ناد اورلیتسی)
ستش (به چکی: Seč) یک منطقهٔ مسکونی در جمهوری چک است که در ناحیه اوستی ناد اورلیتسی واقع شده‌است. ستش ۲٫۴۳ کیلومتر مربع مساحت و ۱۴۱ نفر جمعیت دارد و ۴۲۶ متر بالاتر از سطح دریا واقع شده‌است.